# Övre Norrlands militärområde
Övre Norrlands militärområde (Milo ÖN), ursprungligen VI. militärområdet, var ett militärområde inom svenska Försvarsmakten som verkade åren 1942–1993. Förbandsledningen var förlagd i Bodens garnison i Boden.

## Historik
Övre Norrlands militärområde bildades den 10 oktober 1942 som VI. militärområdet (sjätte militärområdet), och ledes av en militärbefälhavare vilken tillfördes ansvaret för den territoriella och den markoperativa uppgiften. Den 1 oktober 1966 gjorde en namnändring av militärområdet till Övre Norrlands militärområde. Samtidigt tillfördes militärområdet operativa uppgifterna från marinkommandochefer och jakteskaderchefer, vilket gjorde att militärbefälhavaren fick ansvar för den samlade operativa ledning för samtliga stridskrafter inom militärområdet, samt ansvarade även för den territoriella och den markoperativa uppgiften. 
Övre Norrlands militärområdes stab var belägen i Boden och ingick i Bodens garnison. Den 1 juli 1993 sammanfördes Övre Norrlands militärområde och Nedre Norrlands militärområde (Milo NN) till ett gemensamt militärområde, och bildade Norra militärområdet (Milo N). Det nya militärområdet täckte då i praktiken hela Norrland.

## Försvarsområden
Militärområdet var uppdelat i ett antal försvarsområden vilka täckte Norrbottens län och Västerbottens län. I samband med OLLI-reformen, vilken pågick åren 1973–1975, uppgick försvarsområdesstaberna inom militärområdet i ett brigadproducerande regemente (med undantag av Fo 63 som uppgick i A 8) och bildade ett försvarsområdesregemente. 
| Fo 61 - Fo 61 – Umeå försvarsområde, 1942–1973. - Fo 61 – Västerbottens försvarsområde, 1973–2000 Fo 62 - Fo 62 – Storumans försvarsområde, 1942–1966 (Uppgick 1966 i Fo 61) Fo 63 - Fo 63 – Bodens försvarsområde, 1942–1997 - Fo 63 – Norrbottens försvarsområde, 1997–2000 Fo 64 - Fo 64 – Luleå försvarsområde, 1942–1947 (Uppgick 1947 i Fo 63) | Fo 65 - Fo 65 – Jokkmokks försvarsområde, 1942–1975 (Uppgick 1975 i Fo 63) Fo 66 - Fo 66 – Kiruna försvarsområde, 1942–1997 (Uppgick 1997 i Fo 63) Fo 67 - Fo 67 – Morjärvs försvarsområde, 1942–1947 - Fo 67 – Kalix försvarsområde, 1947–1994 - Fo 67 – Norrbottens gränsjägare, 1994–1997 (Uppgick 1997 i Fo 63) |

## Ingående enheter
Från 1942 till den 30 juni 1993 ingick nedanstående förband, staber och skolor i Övre Norrlands militärområde. Åren 1942–1966 var endast arméstridskrafterna underställda militärbefälhavaren, då de marina och flygvapenförbanden var underställda marinkommandon samt flygeskadrar. År 1966 upplöstes marinkommandona samt flygeskadrarna och samtliga förband i Sverige underställdes en militärbefälhavare. Militärområdena omfattade då samtliga försvarsgrenar.

### Organisation 1945
- VI. militärbefälsstaben, Boden.[3]
- A 5 – Norrbottens artillerikår, Boden.
- A 8 – Bodens artilleriregemente, Boden.
- I 19 – Norrbottens regemente, Boden.
- I 20 – Västerbottens regemente, Umeå.
- Ing 3 – Bodens ingenjörkår, Boden.
- Int 3 – Tredje intendenturkompaniet, Boden.
- JS – Arméns jägarskola, Kiruna.
- K 4 – Norrlands dragonregemente, Umeå.
- Lv 7 – Luleå luftvärnskår, Luleå.
- S 1 B – Signalregementets kompani i Boden, Boden.

### Organisation 1955
- VI. militärbefälsstaben, Boden.[4]
- A 8 – Bodens artilleriregemente, Boden.
- I 19 – Norrbottens regemente, Boden.
- I 20 – Västerbottens regemente, Umeå.
- IB 19 – Norrbottensbrigaden, Boden.
- IB 20 – Västerbottensbrigaden, Umeå.
- IB 50 – Lapplandsbrigaden, Umeå.
- Ing 3 – Bodens ingenjörkår, Boden.
- JS – Arméns jägarskola, Kiruna.
- K 4 – Norrlands dragonregemente, Umeå.
- Lv 7 – Luleå luftvärnskår, Luleå.
- S 1 B – Signalbataljonen i Boden, Boden.

### Organisation 1964
- VI. militärbefälsstaben, Boden.[5]
- A 8 – Bodens artilleriregemente, Boden.
- HkpS – Arméns helikopterskola, Boden.
- I 19 – Norrbottens regemente, Boden.
- I 20 – Västerbottens regemente, Umeå.
- IB 50 – Lapplandsbrigaden, Umeå.
- Ing 3 – Bodens ingenjörkår, Boden.
- JS – Arméns jägarskola, Kiruna
- K 4 – Norrlands dragoner, Umeå.
- Lv 7 – Luleå luftvärnskår, Luleå.
- NB 19 – Norrbottensbrigaden, Boden.
- NB 20 – Västerbottensbrigaden, Umeå.
- P 5 – Norrbottens pansarbataljon, Boden.
- S 3 – Norrlands signalbataljon, Boden.

### Organisation 1971
- Milo ÖN – Övre Norrlands militärområdesstab, Boden.
- A 8 – Bodens artilleriregemente, Boden.
- F 21 – Norrbottens flygflottilj, Luleå.
- I 19 – Norrbottens regemente, Boden.
- I 20 – Västerbottens regemente, Umeå.
- Ing 3 – Bodens ingenjörkår, Boden.
- AJS – Arméns jägarskola, Kiruna
- K 4 – Norrlands dragoner, Umeå.
- Fo 61 – Umeå försvarsområde, Umeå.
- Fo 63 – Bodens försvarsområde, Boden.
- Fo 65 – Jokkmokks försvarsområde, Jokkmokk.
- Fo 66 – Kiruna försvarsområde, Kiruna.
- Fo 67 – Kalix försvarsområde, Kalix
- Lv 7 – Luleå luftvärnskår, Luleå.
- P 5 – Norrbottens pansarbataljon, Boden.
- S 3 – Norrlands signalbataljon, Boden.

### Organisation 1987
- Milo ÖN – Övre Norrlands militärområdesstab, Boden.
- A 8/Fo 63 – Bodens artilleriregemente, Boden.
- BuLu – Luleå marina bevakningsområde, Luleå
- F 21 – Norrbottens flygflottilj, Luleå.
- I 19/P 5 – Norrbottens regemente med Norrbottens pansarbataljon, Boden.
- I 20/Fo 61 – Västerbottens regemente, Umeå.
- I 22/Fo 66 – Lapplands jägarregemente, Kiruna.
- Ing 3 – Bodens ingenjörregemente, Boden.
- K 4 – Norrlands dragonregemente, Arvidsjaur.
- Fo 67 – Kalix försvarsområde, Kalix
- Lv 7 – Luleå luftvärnsregemente, Luleå.
- S 3 – Norrlands signalregemente, Boden.

### Organisation 1991
- Milo ÖN – Övre Norrlands militärområdesstab, Boden.
- A 8/Fo 63 – Bodens artilleriregemente, Boden.
- F 21 – Norrbottens flygflottilj, Luleå.
- I 19/P 5 – Norrbottens regemente med Norrbottens pansarbataljon, Boden.
- I 20/Fo 61 – Västerbottens regemente, Umeå.
- I 22/Fo 66 – Lapplands jägarregemente, Kiruna.
- Ing 3 – Bodens ingenjörregemente, Boden.
- K 4 – Norrlands dragonregemente, Arvidsjaur.
- Fo 67 – Kalix försvarsområde, Kalix
- Lv 7 – Norrlands luftvärnskår, Boden.
- S 3 – Norrlands signalregemente, Boden.

## Förbandschefer

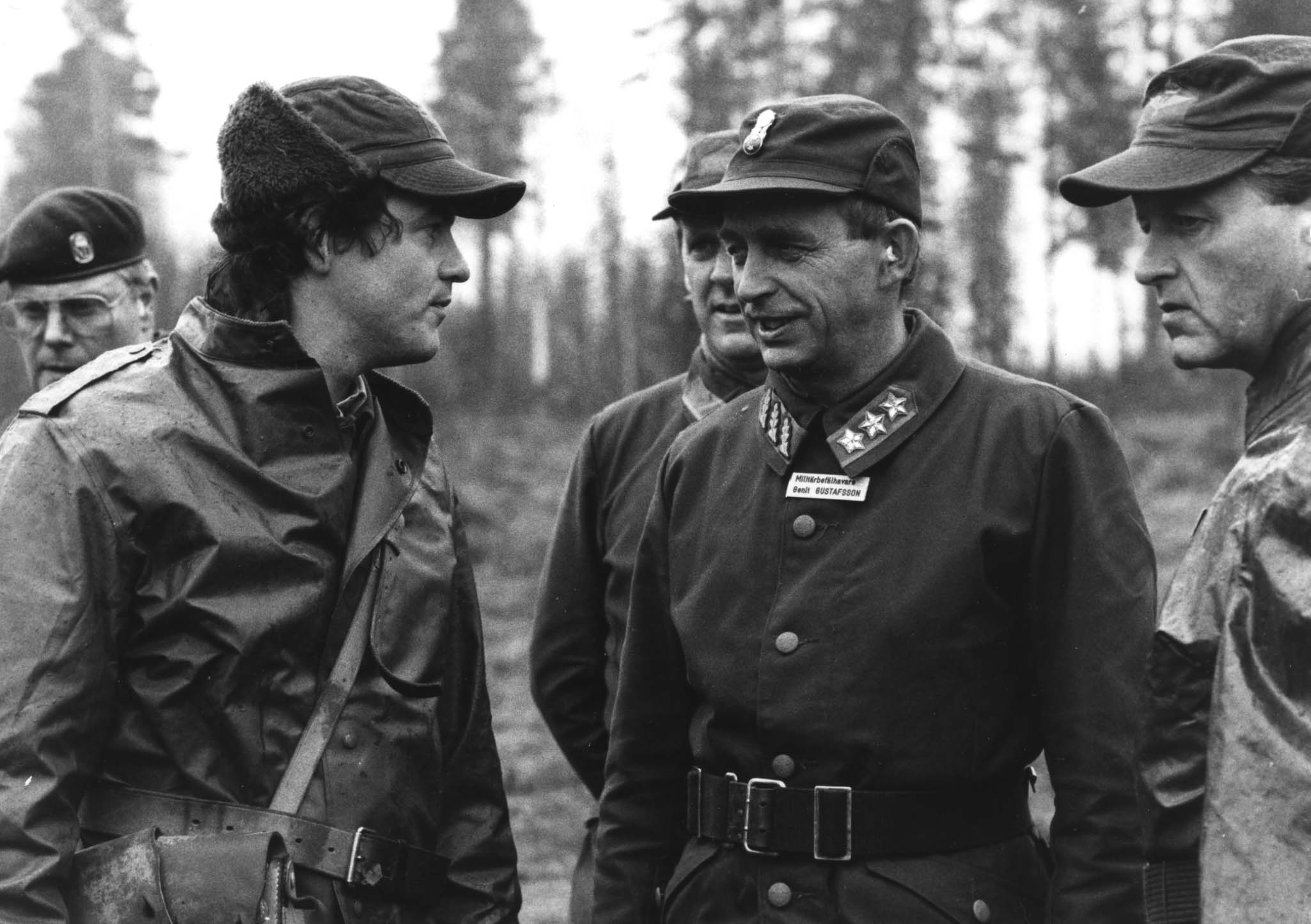
Generallöjtnant Bengt Gustafsson som militärbefälhavare (1984–1986).

### Militärbefälhavare
- 1942–1946: Nils Rosenblad
- 1946–1951: Sven Colliander
- 1951–1963: Nils Björk
- 1963–1963: Karl Gustaf Brandberg, tf
- 1963–1972: Arne Mohlin
- 1972–1976: Nils Personne
- 1976–1980: Karl-Gösta Lundmark
- 1980–1984: Erik Bengtsson
- 1984–1986: Bengt Gustafsson
- 1986–1988: Lars-Erik Englund
- 1988–1990: Åke Sagrén
- 1990–1992: Curt Sjöö
- 1992–1993: Carl-Ivar Pesula

### Milostabschefer
- 1942–1944: Holger Stenholm
- 1944–1948: Arne Hallström
- 1948–1949: Sten Langéen
- 1949–1954: Carl Gustaf Dahlberg
- 1954–1958: Bror von Vegesack
- 1958–1963: Gunnar Henricson
- 1963–1966: Bele Jansson
- 1966–1972: Nils Personne
- 1972–1974: Gösta Hökmark
- 1974–1976: Karl-Gösta Lundmark
- 1976–1977: Bengt Schuback
- 1977–1978: Erik Nygren
- 1978–1980: Evert Båge
- 1980–1983: Bertil Nordström
- 1983–1986: Lars-Erik Englund
- 1986–1988: Åke Sagrén
- 1988–1992: Carl-Johan Rundberg
- 1992–1993: Tomas Warming

## Namn, beteckning och förläggningsort
| VI. militärområdet           | 1942-10-01 | – | 1966-09-30 |
| Övre Norrlands militärområde | 1966-10-01 | – | 1993-06-30 |

| VI. Milo | 1943-10-01 | – | 1966-09-30 |
| Milo ÖN  | 1966-10-01 | – | 1993-06-30 |

| Bodens garnison (F) | 1943-10-01 | – | 1993-06-30 |